# یاسین عبدالصادقی
یاسین عبدالصادقی (انگلیسی: Yacine Abdessadki؛ زادهٔ ۱ ژانویهٔ ۱۹۸۱) بازیکن فوتبال اهل فرانسه است.
از باشگاه‌هایی که در آن بازی کرده‌است می‌توان به باشگاه فوتبال فرایبورگ، باشگاه فوتبال تولوز، و باشگاه فوتبال استراسبورگ اشاره کرد.
وی همچنین در تیم ملی فوتبال مراکش بازی کرده‌است.